# Good Old Days
Good Old Days (tiếng Thái: ร้านซื้อขายความทรงจำ; RTGS: Ran Sue Khai Khwam Trong Cham; tạm dịch: Cửa hàng ký ức) là một bộ phim truyền hình Thái Lan phát sóng năm 2022. Bộ phim dựa trên 3 bộ tiểu thuyết của tác giả Sa-ark. Kể về 6 món đồ cùng với 6 câu chuyện khác biệt, mỗi câu chuyện lại mang một ý nghĩa riêng của món đồ cũ ấy.
Bộ phim được đạo diễn bởi Waasuthep Ketpetch và Pattaraporn Werasakwong và sản xuất bởi GMMTV cùng với Parbdee Taweesuk. Đây là một trong 22 dự án phim truyền hình cho năm 2022 được GMMTV giới thiệu trong sự kiện "GMMTV 2022 Borderless" vào ngày 1 tháng 12 năm 2021. Bộ phim được phát sóng vào lúc 18:00 (ICT), thứ Tư và thứ Năm trên nền tảng trực tuyến Disney+ Hotstar, bắt đầu từ ngày 10 tháng 8 năm 2022. Còn trên truyền hình, bộ phim được phát sóng vào lúc 20:30 (ICT), thứ Tư và thứ Năm trên GMM 25, bắt đầu từ ngày 5 tháng 10 năm 2022. Tập cuối được lên sóng vào ngày 15 tháng 9 năm 2022 trên Disney+ Hotstar và vào ngày 10 tháng 11 năm 2022 trên GMM 25.

## Diễn viên

### Bond and Relationship
- Thanat Lowkhunsombat (Lee) vai Phu
- Yongwaree Anibol (Fah) vai Mint
- Penpak Sirikul (Tai) vai mẹ của Phu
- Natthapak Boonsong vai Phu (nhỏ)
- Chinnarat Siriphongchawalit (Mike) vai Bartender
- Ramida Jiranorraphat (Jane)

### Memory of Happiness
- Tawan Vihokratana (Tay) vai Jab
- Sarunchana Apisamaimongkol (Aye) vai Piang
- Pathompong Reonchaidee (Toy) vai Wut
- Tanongsak Supakan (Nong) vai bố của Piang
- Metas Opas-iamkajorn (Mick) vai Pete

### Road to Regret
- Way-ar Sangngern (Joss) vai Bomb
- Tipnaree Weerawatnodom (Namtan) vai Kai
- Kay Lertsittichai vai Got
- Ratthanant Janyajirawong (Ter) vai Ton
- Pintira Singhaseem (Tonaoy) vai Ging (mẹ của Kai và Got)
- Boonsong Nakphoo vai Song
- Ratchanee Boonyatharokul vai Tai
- Nipawan Taweepornsawon vai Lek

### Our Soundtrack
- Vachirawit Chivaaree (Bright) vai Tong
- Kanyawee Songmuang (Thanaerng) vai Gyb
- Sivakorn Lertchoochot (Guy) vai Guy
- Phanuroj Chalermkijporntavee (Pepper) vai Hua

### Love Wins
- Metawin Opas-iamkajorn (Win) vai Maew
- Chayanit Chansangavej (Pat) vai Mew
- Leo Saussay vai Chaianan
- Phatchara Thabthong (Kapook) vai Miw
- Neen Suwanamas vai Jang
- Bhasidi Petchsutee (Lookjun) vai Pang
- Chayapol Jutamas (AJ) vai A
- Tharatorn Jantharaworakarn (Boom) vai Meng
- Benyapa Jeenprasom (View) vai Ink
- Thuntacha Bintasri vai mẹ của Maew
- Supasawat Buranavech vai bố của Mew
- Sukanya Sompiboon vai mẹ của Mew
- Jirakit Thawornwong (Mek) vai F
- Jirawat Sutivanichsak (Dew) vai Nut

### Somewhere Only We Belong
- Chanikarn Tangkabodee (Prim) vai Mai
- Perawat Sangpotirat (Krist) vai Hey
- Passkorn Chaithep (Cnine) vai Hey (nhỏ)
- Sombat Metanee vai ông của Hey
- Isariya Chanupala vai Nueng
- Sornchai Chatwiriyachai vai bố của Mai
- Nualpanoo Nat Khianpakdee vai mẹ của Mai
- Sitthichai Tabprasit vai bố của Hey
- Kunanya Netroj vai mẹ của Hey

## Nhạc phim
| Tên bài hát                          | Thể hiện                                                      | Ghi chú             | Ref.  |
| ------------------------------------ | ------------------------------------------------------------- | ------------------- | ----- |
| Good Old Days                        | Perawat Sangpotirat (Krist)                                   |                     | [ 4 ] |
| ระหว่างทาง (Good Time) (Rawang Thang) | Vachirawit Chiva-aree (Bright) Kanyawee Songmuang (Thanaerng) | Phần Our Soundtrack | [ 5 ] |
| Lost&Found                           | Vachirawit Chiva-aree (Bright)                                | Phần Our Soundtrack | [ 6 ] |

## Giải thưởng và đề cử
| Năm  | Giải thưởng                        | Hạng mục          | Nhân vật/Tác phẩm được đề cử | Kết quả   | Ref.  |
| ---- | ---------------------------------- | ----------------- | ---------------------------- | --------- | ----- |
| 2023 | Asian Academy Creative Awards 2023 | Best Drama Series | Good Old Days                | Đoạt giải | [ 7 ] |